# Fernando Ubiergo
Fernando Antonio Ubiergo Orellana (Valparaíso; 8 de febrero de 1953) es un cantautor y músico chileno, presidente de la Sociedad Chilena del Derecho de Autor (SCD) entre 2004 y 2008.
Destacado por su carrera musical de cincuenta años y 17 álbumes grabados, tres de ellos en vivo, se adjudicó triunfos en el Festival Internacional de la Canción de Viña del Mar (1978, con «El tiempo en las bastillas»), el Festival Internacional de la Canción de Benidorm (1982, con «Yo pienso en ti») y el Festival OTI de la Canción (1984, con «Agualuna»), entre otros logros.
La crítica ha premiado sus líricas sencillas y profundas, y por su estilo de narración musical se ha ganado la admiración de diversas generaciones de chilenos y latinoamericanos. Con su banda acústica realiza unos ochenta conciertos anuales y periódicas giras o conciertos fuera de Chile.

## Primeros años de vida
Ubiergo nació en Valparaíso. Es primo suyo el conocido médico Sebastián Ugarte Ubiergo.Se trasladó posteriormente a Santiago, donde estudió periodismo en la Universidad de Chile. 

## Inicios artísticos
Ubiergo había desarrollado una carrera musical incipiente, presentándose en diversos festivales en la escena santiaguina. Pretendía continuar con sus estudios en el extranjero cuando presentó el que luego sería uno de sus grandes clásicos, «Un café para Platón», a una competencia musical llamada Festival de la Primavera, transmitida a todo el país por Televisión Nacional de Chile, obteniendo el primer premio. La canción se convirtió en un clásico de la música popular chilena, hablando en términos poéticamente sencillos de una amistad fraguada en la universidad. Fue su primer single.

### El despegue
El impacto de Ubiergo, además de su imagen de estudiante universitario de baja estatura que siempre vestía de blanco, caló muy hondo en la época y llegó a límites insospechados de fanatismo cuando en febrero de 1978 su canción «El tiempo en las bastillas» ganó el XIX Festival Internacional de la Canción de Viña del Mar, el primero transmitido en colores. Toda esta fama le permitió recorrer el país e iniciar su carrera internacional. Posteriormente, con la canción «Pasajero de la luz», homenaje a John Lennon, obtuvo el segundo lugar de la competencia en el XXII Festival de Viña del Mar en febrero de 1981.

### Etapa internacional
En septiembre de 1982, ganó el XXIII Festival Internacional de la Canción de Benidorm con «Yo pienso en ti» y grabó tres álbumes para la compañía Hispavox. Más tarde, en noviembre de 1984, con «Agualuna», logró el primer lugar en el XIII Festival OTI de la Canción, celebrado en el Auditorio Nacional de Ciudad de México. En ese periodo, comenzó a realizar giras y presentaciones por toda América.

### Vuelta a Chile
A su retorno a Chile, sus discos no recibieron la atención acostumbrada: Tarde o temprano (1987) y Relatos (1991), grabados con EMI Odeon, no obtuvieron buenos resultados en ventas, aunque la crítica habló bien de ambos. En febrero de 1992 regresó al Festival de Viña del Mar con «Diosa del Sur», cuya letra abordaba la dramática realidad de las drogas. El tema no fue considerado por el jurado entre los tres ganadores, aunque Ubiergo recibió el premio al artista más popular entregado por el público. 
Siempre radicado en la costa, en las afueras de Santiago, a mediados de la década de 1990 Ubiergo decidió alejarse temporalmente de los escenarios y entregarse a una vida familiar y anónima, negándose por años a realizar conciertos y a aparecer en la televisión.

### Regreso a los escenarios
Su regreso se produjo en 1999, con un álbum introspectivo, muy bien recibido por la crítica y el público, de once canciones inéditas, Los ojos del mar. De la mano del exitoso single «Los ojos de Rodrigo», tema que aborda la separación matrimonial desde los ojos de un niño, este álbum logró buenos resultados en ventas y consiguió reposicionar a Ubiergo, que ciertamente había dejado una profunda huella en los chilenos. Bastó este nuevo grupo de canciones para que Fernando se reencontrara con un público que lo esperó por años. Al igual que su disco anterior obtuvo premios de la crítica y nuevo disco de oro.
En 1999 grabó su primer videoclip. 
Entre las canciones más importantes grabadas por Ubiergo en estos treinta años se encuentran: «Un café para Platón», «El tiempo en las bastillas», «En algún lugar del mundo», «Yo pienso en ti», «Agualuna», «Un velero en la botella», «Los ojos de Rodrigo», y, muy especialmente, «Cuando agosto era 21», con más de una decena de versiones registradas desde México a la Argentina.

### Presidente de la SCD y actividad actual
En 2004 Ubiergo fue nombrado presidente del consejo directivo de la Sociedad Chilena del Derecho de Autor (SCD), tras la muerte de su presidente anterior, Luis Advis. Allí desarrolló una intensa labor gremial de apoyo a la música chilena sin postergar su carrera. Renunció al cargo en 2008, tras las críticas por la aparición de una alerta de software pirata de Power Point en la computadora de la SCD que Ubiergo ocupaba para dar una charla en Antofagasta.
Periódicamente realizó conciertos en Chile y el exterior. En octubre y noviembre de 2008, realizó una extensa gira por Suecia, Noruega, Alemania, Perú y Centroamérica acompañado de sus músicos Felipe Llanos y Óscar Véliz, en formato de trío, justo a treinta años de «Un café para Platón», su primera composición conocida por el público y que marcó la historia de un cantautor que, con el correr de los años, haría de su producción una de las más sólidas y coherentes del medio chileno.[cita requerida]
Logró un triunfo más en el L Festival Internacional de la Canción de Viña del Mar en febrero de 2009, cuando el público lo premió con antorchas y gaviota de plata y oro.
El 18 de octubre de 2015, realizó un concierto en el teatro Baquedano para celebrar sus 40 años de trayectoria, logrando un lleno total en un concierto que se extendió por más de tres horas. En 2016 realizó una serie de conciertos a lo largo del país, destacando los conciertos realizados el 12 y el 13 de agosto en el Teatro Nescafé de Las Artes, donde vendió todas las localidades y deleitó a sus incondicionales con tres horas de concierto, presentando además tres canciones nuevas. 

## Discografía

### Álbumes
| Año  | Disquera              | Álbum y notas |
| 1978 | RCA Víctor            | Fernando Ubiergo - Contiene «Un café para Platón», «El tiempo en las bastillas», canción ganadora del Festival de Viña del Mar, «El tiempo del botón», «Ana Ariki» y «Febrero 8», entre otras.                                                                              |
| 1978 | RCA Víctor            | Ubiergo en vivo (álbum en vivo) - Contiene «Cuando agosto era 21», «El cautivo de Tiltil» y «Un velero en la botella». |
| 1978 | RCA Víctor            | Al Principito - Musicalización del libro El Principito de Antoine de Saint-Exupéry. |
| 1979 | RCA Víctor            | Ubiergo - Contiene canciones de Víctor Jara («Te recuerdo Amanda») y Silvio Rodríguez («Canción del elegido» y «La era está pariendo un corazón»), además de una musicalización del «Poema 15» de Pablo Neruda y seis temas propios, entre ellos «Tango smog» y «DFL Dios». |
| 1981 | RCA Víctor            | Pasajero de la luz - El título del álbum, canción con la representó a Chile en el Festival de Viña del Mar, es también el de una canción en homenaje a John Lennon. - Contiene también «Al oeste de la espera», entre otras.                                                |
| 1982 | Hispavox              | Canto por ti - Álbum grabado en Milán y Madrid, editado en América y España - Su canción principal fue «Yo pienso en ti», tema ganador del Festival de Benidorm de ese año. - Contiene «Canto por ti», «En una calle de Madrid», «Concierto de amor».                       |
| 1983 | Hispavox              | A Chabuca - Grabado en Lima - Tributo a la compositora y cantante peruana Chabuca Granda - Canciones: «La flor de la canela», «Fina estampa», «Cardo o ceniza». |
| 1984 | Hispavox              | En algún lugar del mundo - Grabado en Madrid - Aparece acá «Agualuna», tema ganador del Festival de la OTI de ese año. - Otros temas: «En algún lugar del mundo», «Para ella», «La carta».                                                                                  |
| 1987 | EMI Odeón             | Tarde o temprano - Contiene «Tango Caribe», «Los viejos», «Ojitos de ombligo», «Arcoiris», «Curiosidades» |
| 1989 | EMI Odeon             | De Platón al telescopio - Cinco canciones inéditas más cinco versiones: «El telescopio», «Tantas lunas», «Pleamar», «Flor de castaño». |
| 1991 | EMI Odeón             | Relatos - Contiene «Diosa del Sur», canción con la que Ubiergo representó a Chile en el Festival de Viña del Mar de 1992, otras como «Planeta agua» y «Canción para un amigo», dedicada al cantante uruguayo Gervasio.                                                      |
| 1992 | EMI Odeón             | Fernando Ubiergo en concierto (álbum en vivo) - Contiene: «Tantas lunas», «Pablo de paja» y «Así es el amor». |
| 1999 | Edición independiente | Los ojos del mar - Incluye «Los ojos de Rodrigo», «Patria querida», «Días grises», «Qué difícil estar sin ti», «Hablo de Pablo», entre otras. |
| 2001 | Edición independiente | Acústico (antología en vivo) - Incluye un nuevo tema («Orión») y nuevos arreglos para «El tiempo en las bastillas» y «Agualuna» (con Claudio Valenzuela de Lucybell) y rendiciones en vivo de sus grandes éxitos. Salió editado en DVD en 2005.                             |
| 2003 | Edición independiente | La sombra del águila - Álbum de estudio de Ubiergo, entre sus trece canciones, algunas como «La próxima estación», «Bardo», dedicada a su padre, el poeta Pedro Ubiergo, «Rompe el silencio» y «Zamba pa' no llorar». Fue relanzado junto con el DVD de Acústico en 2005.   |
| 2021 | Edición independiente | Concierto sentido (álbum en vivo) - Álbum en vivo de Fernando con su quinteto, formación con la que ha girado los últimos años. Un repaso por clásicos, inéditas y reversiones. Grabado en el Teatro Nescafé de las Artes, Santiago de Chile.                               |
| 2024 | Edición independiente | La vida es - Último álbum de estudio de Ubiergo, entre sus diez canciones destacan «Vahié», «Cuando el río sueña», «Farah», «Volantín» y la canción que le da el nombre al disco «La vida es».                                                                              |
| 2025 | Edición independiente | TANGO 1420 - Álbum grabado en Buenos Aires bajo la dirección y arreglos de Emiliano Greco. Un repaso por diez tangos esenciales. Incluye una versión instrumental de su canción «Orión».                                                                                    |

### Singles
Canciones no editadas en otros álbumes:
- «Dicen que mañana vendrá» (1978).
- «Cuando agosto era 21» (versión original: junio de 1978).
- «Mezclilla» (1978).
- «Pudahuel» (1978).
- «Carta abierta a Pinochet». (¿?)
- «Una vez al mes» (1992).
- «Púrpura» (2012).
- «Tina» (2014).